# Krzysztof Ludwinek
Krzysztof Antoni Ludwinek (ur. 1965, zm. grudniu 2020) – polski elektrotechnik, dr hab. prof. PŚw.

## Życiorys
W 1991 r. ukończył studia elektrotechniczne w Politechnice Świętokrzyskiej, w 2002 r. obronił pracę doktorską pt. Analiza współpracy generatora synchronicznego z siecią o napięciu odkształconym i niesymetrycznym z uwzględnieniem rzeczywistej struktury wirnika, której promotorem był prof. Roman Nadolski, w 2017 r. habilitował się na podstawie pracy zatytułowanej Analiza i badania wpływu kształtu napięcia i prądu wzbudzenia w generatorze synchronicznym wydatnobiegunowym na zawartość wyższych harmonicznych w napięciach indukowanych w uzwojeniach fazowych stojana przy uwzględnieniu układu sterowania gwarantującego ochronę przeciwporażeniową.
Był zatrudniony w Politechnice Świętokrzyskiej.

## Odznaczenia
- Brązowy Krzyż Zasługi (2004)[5]
- Srebrny Krzyż Zasługi (2011)[6]
- Medal Komisji Edukacji Narodowej[7]
- Srebrna odznaka PTETiS (2008)[8]